# Tirol Raiders 2015
Questa voce raccoglie le informazioni riguardanti i Tirol Raiders nelle competizioni ufficiali della stagione 2015.

## Prima squadra

### Austrian Football League 2015

#### Stagione regolare
| Vienna 22 marzo 2015, ore 15:00 CET 1ª giornata | Vienna Vikings | 26 – 21 (3-0 10-0 13-7 14-0) referto | Tirol Raiders | Hohe Warte Stadion (800 spett.) |

| Vienna 4 aprile 2015, ore 15:00 CEST 2ª giornata | Danube Dragons | 42 – 23 (0-3 21-6 14-7 7-7) referto | Tirol Raiders | Stadion Stadlau |

| Wattens 12 aprile 2015, ore 15:30 CEST 3ª giornata | Tirol Raiders | 51 – 14 (14-7 14-7 10-0 13-0) referto | Graz Giants | Gernot-Langes-Stadion (1200 spett.) |

| Wattens 26 aprile 2015, ore 15:30 CEST 5ª giornata | Tirol Raiders | 30 – 17 (13-7 0-3 7-0 10-7) referto | Vienna Vikings | Gernot-Langes-Stadion (1700 spett.) |

| Praga 9 maggio 2015, ore 16:00 CEST 7ª giornata | Prague Black Panthers | 22 – 31 (0-0 10-14 12-14 0-3) referto | Tirol Raiders | Atletický stadion Slavia |

| Graz 16 maggio 2015, ore 15:00 CEST 8ª giornata | Graz Giants | 34 – 50 (7-7 14-16 7-21 6-6) referto | Tirol Raiders | Stadion Eggenberg |

| Wattens 24 maggio 2015, ore 15:15 CEST 9ª giornata | Tirol Raiders | 58 – 6 (0-0 21-0 16-0 21-6) referto | Danube Dragons | Gernot-Langes-Stadion |

| Wattens 14 giugno 2015, ore 15:15 CEST 11ª giornata | Tirol Raiders | 33 – 27 (7-7 10-7 3-0 7-14) referto | Prague Black Panthers | Gernot-Langes-Stadion |

#### Playoff
| Innsbruck 4 luglio 2015, ore 17:30 CEST Semifinale | Tirol Raiders | 48 – 46 (7-14 21-3 14-0 6-29) referto | Prague Black Panthers | Tivoli-Neu Stadion |

| Klagenfurt am Wörthersee 11 luglio 2015, ore 19:00 CEST Austrian Bowl | Vienna Vikings | 0 – 38 (0-7 0-3 0-14 0-14) referto | Tirol Raiders | Wörthersee Stadion (3600 spett.) |
| Marcatori Ebner 11':52" Q1 ( TD ) 13yd pass from Shelton Ebner 06':39" Q1 ( pat ) Wiehberg 00':21" Q2 ( FG ) 17yd S. Platzgummer 10':16" Q3 ( TD ) 13yd run Wiehberg 06':18" Q3 ( pat ) Gärtner 00':37" Q3 ( TD ) 14yd run Wiehberg 00':30" Q3 ( pat ) Gärtner 10':07" Q4 ( TD ) 5yd run Wiehberg 06':16" Q4 ( pat ) Gärtner 05':29" Q4 ( TD ) 3yd run Wiehberg 00':36" Q4 ( pat ) Chris Calaycay Allenatori Shuan Fatah |                | |               |                                  |
| |                | |               |                                  |
| | Marcatori      | Ebner 11':52" Q1 (TD) 13yd pass from Shelton Ebner 06':39" Q1 (pat) Wiehberg 00':21" Q2 (FG) 17yd S. Platzgummer 10':16" Q3 (TD) 13yd run Wiehberg 06':18" Q3 (pat) Gärtner 00':37" Q3 (TD) 14yd run Wiehberg 00':30" Q3 (pat) Gärtner 10':07" Q4 (TD) 5yd run Wiehberg 06':16" Q4 (pat) Gärtner 05':29" Q4 (TD) 3yd run Wiehberg 00':36" Q4 (pat) |               |                                  |
| Chris Calaycay | Allenatori     | Shuan Fatah |               |                                  |

### BIG6 European Football League

#### Stagione regolare
| La Courneuve 18 aprile 2015, ore 18:00 1ª giornata | Flash de La Courneuve | 14 – 47 (7-0 0-14 7-19 0-14) | Tirol Raiders | Stade de Marville (1.000 spett.) |

| Innsbruck 2 maggio 2015, ore 19:30 2ª giornata | Tirol Raiders | 28 – 33 (21-13 7-7 0-0 0-13) | New Yorker Lions | Tivoli-Neu Stadion (3.743 spett.) |

### Statistiche di squadra
| Competizione             | %Vittorie | In casa | In casa | In casa | In casa | In casa | In casa | In trasferta | In trasferta | In trasferta | In trasferta | In trasferta | In trasferta | Totale | Totale | Totale | Totale | Totale | Totale |
| Competizione             | %Vittorie | G       | V       | N       | P       | Pf      | Ps      | G            | V            | N            | P            | Pf           | Ps           | G      | V      | N      | P      | Pf     | Ps     |
| ------------------------ | --------- | ------- | ------- | ------- | ------- | ------- | ------- | ------------ | ------------ | ------------ | ------------ | ------------ | ------------ | ------ | ------ | ------ | ------ | ------ | ------ |
| AFL - Stagione regolare  | .750      | 4       | 4       | 0       | 0       | 172     | 64      | 4            | 2            | 0            | 2            | 125          | 124          | 8      | 6      | 0      | 2      | 297    | 188    |
| AFL - Playoff            | 1.000     | 1       | 1       | 0       | 0       | 48      | 46      | 1            | 1            | 0            | 0            | 38           | 0            | 2      | 2      | 0      | 0      | 86     | 46     |
| BIG6 - Stagione regolare | .500      | 1       | 0       | 0       | 1       | 28      | 33      | 1            | 1            | 0            | 0            | 47           | 14           | 2      | 1      | 0      | 1      | 75     | 47     |
| Totale                   | .750      | 6       | 5       | 0       | 1       | 248     | 143     | 6            | 4            | 0            | 2            | 210          | 138          | 12     | 9      | 0      | 3      | 458    | 281    |

## Seconda squadra

### AFL - Division I 2015

#### Stagione regolare
| 28 marzo 2015 1ª giornata | Tirol Raiders JV | 8 – 13 (0-0 0-7 2-0 6-6) | Cineplexx Blue Devils | (700 spett.) |

| 19 aprile 2015 4ª giornata | Traun Steelsharks | 30 – 17 (0-7 10-3 7-0 13-7) | Tirol Raiders JV |  |

| 25 aprile 2015 5ª giornata | Tirol Raiders JV | 45 – 8 (21-0 17-0 7-8 0-0) | Haller Löwen | (950 spett.) |

| 3 maggio 2015 6ª giornata | Sankt Pölten Invaders | 42 – 6 (6-0 7-0 17-0 12-6) | Tirol Raiders JV | (300 spett.) |

| 10 maggio 2015 7ª giornata | Tirol Raiders JV | 21 – 19 (7-0 7-6 0-7 7-6) | Traun Steelsharks | (400 spett.) |

| 31 maggio 2015 10ª giornata | Tirol Raiders JV | 10 – 17 (0-0 7-10 3-7 0-0) | AFC Rangers Mödling | (650 spett.) |

| 13 giugno 2015 12ª giornata | Vienna Vikings 2 | 20 – 7 (7-0 7-0 0-7 6-0) | Tirol Raiders JV |  |

| 28 giugno 2015 13ª giornata | Haller Löwen | 0 – 23 | Tirol Raiders JV |  |

### Statistiche di squadra
| Competizione      | %Vittorie | In casa | In casa | In casa | In casa | In casa | In casa | In trasferta | In trasferta | In trasferta | In trasferta | In trasferta | In trasferta | Totale | Totale | Totale | Totale | Totale | Totale |
| Competizione      | %Vittorie | G       | V       | N       | P       | Pf      | Ps      | G            | V            | N            | P            | Pf           | Ps           | G      | V      | N      | P      | Pf     | Ps     |
| ----------------- | --------- | ------- | ------- | ------- | ------- | ------- | ------- | ------------ | ------------ | ------------ | ------------ | ------------ | ------------ | ------ | ------ | ------ | ------ | ------ | ------ |
| Stagione regolare | .375      | 4       | 2       | 0       | 2       | 84      | 57      | 4            | 1            | 0            | 3            | 53           | 92           | 8      | 3      | 0      | 5      | 137    | 149    |
| Totale            | .375      | 4       | 2       | 0       | 2       | 84      | 57      | 4            | 1            | 0            | 3            | 53           | 92           | 8      | 3      | 0      | 5      | 137    | 149    |